# 梁志毅
梁志毅（1972年—），广东鹤山人，汉族，中华人民共和国政治人物、第十二届全国人民代表大会广东地区代表。
毕业于佛山科学技术学院人力资源管理专业。加入中国共产党。2013年，担任全国人大代表。